# Roland Scholten
Roland Scholten (* 11. Januar 1965 in Den Haag) ist ein niederländischer Dartspieler mit dem Spitznamen „Tripod“ (deutsch: Stativ). Diesen Spitznamen bekam Scholten aufgrund seiner steifen Haltung beim Wurf der Dartpfeile.

## Karriere
Zum Dart kam Scholten mit 17 Jahren, als er begann, in dem Lokal seines Vaters Spiele auf einem Steeldartboard zu bestreiten.
1997 gewann er zusammen mit seinem niederländischen Partner Raymond van Barneveld die PDC World Pairs Darts Championship. Er spielte für die Professional Darts Corporation (PDC), nachdem er sich 2001 dazu entschloss, dem Dartsport hauptberuflich nachzugehen. Scholten war zuvor Schankwirt.
Seinen einzigen Major-Titel bei der „Professional Darts Corporation“ gewann er 2004 bei den UK Open gegen John Part mit 11:6 Punkten. Bei den Players Championships 2005 spielte er im Viertelfinale des PDPA Players Championship Wales gegen James Wade einen Neun-Darter.
In den letzten Jahren seiner aktiven Laufbahn fiel Scholten aufgrund von Schulterproblemen in der Weltrangliste zurück. Zuletzt musste er sich sogar operieren lassen, was zur Folge hatte, dass er eine Zeit lang pausieren musste und dadurch in der Weltrangliste aus den Top 32 ausgeschieden war. Dadurch war er für die großen PDC-Turniere nicht mehr automatisch qualifiziert.
An der Seite von Elmar Paulke und Tobias Drews arbeitete Scholten auch für Sport1 als Dart-Kommentator. Hier hat Scholten durch seine grammatikalisch oft falschen Aussagen und durch seine auffällige Sprachmelodie einen Kult-Status bei einigen deutschen Dartfans erlangt. Bei Turnieren, wo Scholten selbst mitspielt, stieg er oft nach seinem Ausscheiden in das Kommentatoren-Team von Sport1 ein – so zum Beispiel während der World Matchplays, der European Darts Championship 2010 und der PDC World Darts Championship 2011, bei der er als Spieler in der 1. Runde gegen Ronnie Baxter ausschied. Ebenfalls ist Scholten für das niederländische und britische Fernsehen im Einsatz gewesen.
2014 beendete Roland Scholten seine aktive Karriere und steht seitdem nur noch für Einladungsveranstaltungen zur Verfügung und kommentiert für RTL7 in den Niederlanden. Von 2020 bis 2022 war Roland Scholten Bundestrainer im Deutschen Dart Verband.
Inzwischen nimmt Scholten an den TV Turnieren der World Seniors Darts Tour teil. So auch an der World Seniors Darts Championship 2023, wo er in Runde eins gegen den Titelverteidiger Robert Thornton chancenlos blieb.

## Weltmeisterschaftsresultate

### BDO
- 1994: 2. Runde (1:3-Niederlage gegen  Ronnie Sharp)
- 1995: 1. Runde (1:3-Niederlage gegen  Colin Monk)
- 1996: 2. Runde (1:3-Niederlage gegen  Richie Burnett)
- 1997: Viertelfinale (2:4-Niederlage gegen  Mervyn King)
- 1998: Halbfinale (1:5-Niederlage gegen  Richie Burnett)
- 1999: Viertelfinale (3:5-Niederlage gegen  Ronnie Baxter)

### PDC
- 2001: Viertelfinale (2:4-Niederlage gegen  Rod Harrington)
- 2002: Achtelfinale (3:6-Niederlage gegen  Dave Askew)
- 2003: Viertelfinale (2:5-Niederlage gegen  Alan Warriner-Little)
- 2004: 3. Runde (2:4-Niederlage gegen  Lionel Sams)
- 2005: Achtelfinale (2:4-Niederlage gegen  Denis Ovens)
- 2006: Achtelfinale (3:4-Niederlage gegen  Adrian Lewis)
- 2007: Achtelfinale (2:4-Niederlage gegen  Colin Osborne)
- 2008: Achtelfinale (3:4-Niederlage gegen  Wayne Mardle)
- 2009: 1. Runde (2:3-Niederlage gegen  Carlos Rodríguez)
- 2010: 1. Runde (2:3-Niederlage gegen  Steve Hine)
- 2011: 1. Runde (0:3-Niederlage gegen  Ronnie Baxter)
- 2012: 2. Runde (0:4-Niederlage gegen  Wayne Jones)

### WSDT
- 2022: 1. Runde (0:3-Niederlage gegen  Terry Jenkins)
- 2023: 1. Runde (0:3-Niederlage gegen  Robert Thornton)

## Titel

### BDO
- Weitere
  - 1996: British Open

### PDC
- Majors
  - UK Open: (1) 2004
- Pro Tour
  - Players Championships:
    - Players Championships 2007: 7
- Weitere
  - 1997: PDC World Pairs
  - 2001: Ireland Open Autumn Classic
  - 2002: Open Holland
  - 2003: Eastbourne Pro, Sunparks Masters
  - 2004: Eastbourne Pro, PDC Eastbourne Open